# Bethalus cordatus
Bethalus cordatus là một loài chân đều trong họ Armadillidae. Loài này được Dollfus miêu tả khoa học năm 1895.